# Piet Norval
Pieter (Piet) Norval (ur. 7 kwietnia 1970 w Kapsztadzie) – południowoafrykański tenisista, zwycięzca French Open 1999 w grze mieszanej, srebrny medalista igrzysk olimpijskich w Barcelonie (1992), reprezentant w Pucharze Davisa.

## Kariera tenisowa
jako zawodowy tneisista Norval występował w latach 1988–2001.
Sukcesy odnosił głównie w grze podwójnej, w której triumfował w 14 turniejach rangi ATP World Tour, w tym w kończącym sezon zawodach Tennis Masters Cup (2000). Wspólnie z Donaldem Johnsonem pokonali w finale parę Mahesh Bhupathi–Leander Paes. Ponadto Norval był uczestnikiem 21 finałów.
W roku 1999 wygrał wspólnie z Katariną Srebotnik mikstowy turniej French Open. W rundzie finałowej pokonali wynikiem 6:3, 3:6, 6:3 duet Łarysa Sawczenko-Neiland–Rick Leach.
Norval jest również srebrnym medalistą igrzysk olimpijskich z Barcelony w grze podwójnej. Razem z Wayne’em Ferreirą przegrali mecz o mistrzostwo z Borisem Beckerem i Michaelem Stichem.
W latach 1993–1995, 1998 i 2000 Norval reprezentował RPA w Pucharze Davisa. Rozegrał przez ten okres 7 meczów, wygrywając z nich 3 pojedynki deblowe.
Najwyżej sklasyfikowany w rankingu deblistów był na 16. miejscu w połowie stycznia 1995 roku.

### Finały w turniejach ATP World Tour
| Legenda                                      |
| -------------------------------------------- |
| Wielki Szlem                                 |
| Igrzyska olimpijskie                         |
| Tennis Masters Cup / ATP Finals              |
| ATP Masters Series / ATP Tour Masters 1000   |
| ATP International Series Gold / ATP Tour 500 |
| ATP International Series / ATP Tour 250      |

#### Gra mieszana (1–0)
| Końcowy wynik | Nr | Data           | Turniej            | Nawierzchnia | Partnerka          | Przeciwnicy                         | Wynik finału  |
| ------------- | -- | -------------- | ------------------ | ------------ | ------------------ | ----------------------------------- | ------------- |
| Zwycięzca     | 1. | 5 czerwca 1999 | French Open, Paryż | Ceglana      | Katarina Srebotnik | Łarysa Sawczenko-Neiland Rick Leach | 6:3, 3:6, 6:3 |

#### Gra podwójna (14–21)
| Końcowy wynik | Nr  | Data                 | Turniej                         | Nawierzchnia    | Partner            | Przeciwnicy                         | Wynik finału             |
| ------------- | --- | -------------------- | ------------------------------- | --------------- | ------------------ | ----------------------------------- | ------------------------ |
| Zwycięzca     | 1.  | 24 marca 1991        | Miami                           | Twarda          | Wayne Ferreira     | Ken Flach Robert Seguso             | 5:7, 7:6, 6:2            |
| Finalista     | 1.  | 5 kwietnia 1992      | Johannesburg                    | Twarda          | Wayne Ferreira     | Pieter Aldrich Danie Visser         | 4:6, 4:6                 |
| Finalista     | 2.  | 8 sierpnia 1992      | Barcelona                       | Ceglana         | Wayne Ferreira     | Boris Becker Michael Stich          | 6:7(5), 6:4, 6:7(5), 3:6 |
| Zwycięzca     | 2.  | 21 marca 1993        | Casablanca                      | Ceglana         | Mike Bauer         | Ģirts Dzelde Goran Prpić            | 7:5, 7:6                 |
| Finalista     | 3.  | 11 lipca 1993        | Gstaad                          | Ceglana         | Hendrik Jan Davids | Cédric Pioline Marc Rosset          | 3:6, 6:3, 6:7            |
| Finalista     | 4.  | 25 lipca 1993        | Stuttgart                       | Ceglana         | Gary Muller        | Tom Nijssen Cyril Suk               | 6:7, 3:6                 |
| Zwycięzca     | 3.  | 17 października 1993 | Bolzano                         | Dywanowa (hala) | Hendrik Jan Davids | David Adams Andriej Olchowski       | 6:3, 6:2                 |
| Finalista     | 5.  | 13 lutego 1994       | Mediolan                        | Dywanowa (hala) | Hendrik Jan Davids | Tom Nijssen Cyril Suk               | 6:4, 6:7, 6:7            |
| Finalista     | 6.  | 17 kwietnia 1994     | Nicea                           | Ceglana         | Hendrik Jan Davids | Javier Sánchez Mark Woodforde       | 5:7, 3:6                 |
| Zwycięzca     | 4.  | 8 maja 1994          | Hamburg                         | Ceglana         | Scott Melville     | Henrik Holm Anders Järryd           | 6:3, 6:4                 |
| Zwycięzca     | 5.  | 24 lipca 1994        | Stuttgart                       | Ceglana         | Scott Melville     | Jacco Eltingh Paul Haarhuis         | 7:6, 7:5                 |
| Finalista     | 7.  | 16 października 1994 | Ostrawa                         | Dywanowa (hala) | Gary Muller        | Martin Damm Karel Nováček           | 4:6, 6:1, 3:6            |
| Finalista     | 8.  | 12 marca 1995        | Indian Wells                    | Twarda          | Gary Muller        | Tommy Ho Brett Steven               | 4:6, 6:7                 |
| Finalista     | 9.  | 1 października 1995  | Palermo                         | Ceglana         | Hendrik Jan Davids | Àlex Corretja Fabrice Santoro       | 7:6, 4:6, 3:6            |
| Finalista     | 10. | 21 kwietnia 1996     | Barcelona                       | Ceglana         | Neil Broad         | Luis Lobo Javier Sánchez            | 1:6, 3:6                 |
| Finalista     | 11. | 23 czerwca 1996      | Nottingham                      | Trawiasta       | Neil Broad         | Mark Petchey Danny Sapsford         | 7:6, 6:7, 4:6            |
| Zwycięzca     | 6.  | 14 lipca 1996        | Newport                         | Trawiasta       | Marius Barnard     | Paul Kilderry Michael Tebbutt       | 6:7, 6:4, 6:4            |
| Zwycięzca     | 7.  | 4 sierpnia 1996      | Los Angeles                     | Twarda          | Marius Barnard     | Jonas Björkman Nicklas Kulti        | 7:5, 6:2                 |
| Finalista     | 12. | 6 października 1996  | Lyon                            | Dywanowa (hala) | Neil Broad         | Jim Grabb Richey Reneberg           | 2:6, 1:6                 |
| Finalista     | 13. | 11 maja 1997         | Hamburg                         | Ceglana         | Neil Broad         | Luis Lobo Javier Sánchez            | 3:6, 6:7                 |
| Finalista     | 14. | 8 marca 1998         | Rotterdam                       | Dywanowa (hala) | Neil Broad         | Jacco Eltingh Paul Haarhuis         | 6:7, 3:6                 |
| Finalista     | 15. | 12 lipca 1998        | Båstad                          | Ceglana         | Lan Bale           | Magnus Gustafsson Magnus Larsson    | 4:6, 2:6                 |
| Zwycięzca     | 8.  | 2 sierpnia 1998      | Umag                            | Ceglana         | Neil Broad         | Jiří Novák David Rikl               | 6:1, 3:6, 6:3            |
| Finalista     | 16. | 11 października 1998 | Bazylea                         | Twarda (hala)   | Kevin Ullyett      | Olivier Delaître Fabrice Santoro    | 3:6, 6:7                 |
| Finalista     | 17. | 10 stycznia 1999     | Doha                            | Twarda          | Kevin Ullyett      | Alex O’Brien Jared Palmer           | 3:6, 4:6                 |
| Finalista     | 18. | 17 października 1999 | Wiedeń                          | Twarda (hala)   | Kevin Ullyett      | David Prinosil Sandon Stolle        | 3:6, 4:6                 |
| Zwycięzca     | 9.  | 24 października 1999 | Lyon                            | Dywanowa (hala) | Kevin Ullyett      | Wayne Ferreira Sandon Stolle        | 4:6, 7:6(5), 7:6(4)      |
| Zwycięzca     | 10. | 14 listopada 1999    | Sztokholm                       | Twarda (hala)   | Kevin Ullyett      | Jan-Michael Gambill Scott Humphries | 7:5, 6:3                 |
| Finalista     | 19. | 5 marca 2000         | Santiago                        | Ceglana         | Lan Bale           | Gustavo Kuerten Antonio Prieto      | 2:6, 4:6                 |
| Zwycięzca     | 11. | 16 kwietnia 2000     | Estoril                         | Ceglana         | Donald Johnson     | David Adams Joshua Eagle            | 6:4, 7:5                 |
| Zwycięzca     | 12. | 25 czerwca 2000      | Nottingham                      | Trawiasta       | Donald Johnson     | Ellis Ferreira Rick Leach           | 1:6, 6:4, 6:3            |
| Finalista     | 20. | 22 października 2000 | Tuluza                          | Twarda (hala)   | Donald Johnson     | Julien Boutter Fabrice Santoro      | 6:7(8), 6:4, 6:7(5)      |
| Zwycięzca     | 13. | 29 października 2000 | Bazylea                         | Dywanowa (hala) | Donald Johnson     | Roger Federer Dominik Hrbatý        | 7:6(9), 4:6, 7:6(4)      |
| Finalista     | 21. | 5 listopada 2000     | Stuttgart                       | Twarda (hala)   | Donald Johnson     | Jiří Novák David Rikl               | 6:3, 3:6, 4:6            |
| Zwycięzca     | 14. | 17 listopada 2000    | Doubles Championship, Bangalore | Twarda          | Donald Johnson     | Mahesh Bhupathi Leander Paes        | 7:6(8), 6:3, 6:4         |